# Siemens-Schuckert R.I
Il Siemens-Schuckert R.I, citato anche come Siemens-Schuckert Steffen R o R.I dal cognome dei fratelli che lo progettarono, fu un bombardiere pesante biplano prodotto in modesta quantità dall'azienda tedesco imperiale Siemens-Schuckertwerke negli anni dieci del XX secolo.
Realizzato in 7 esemplari, entrò in servizio nei reparti della Luftstreitkräfte, la componente aerea del Deutsches Heer (l'esercito imperiale tedesco), già nelle prime fasi della prima guerra mondiale.

## Storia del progetto
Dopo che, nell'ottobre 1914, il bombardiere pesante russo imperiale Sikorsky Ilya Muromets entrò in servizio ed iniziò ad effettuare operazioni di bombardamento nel cielo della Prussia, sul fronte orientale, l'Idflieg, organo deputato alla gestione dell'aeronautica militare dell'Impero tedesco, ritenne necessario emettere una specifica per la richiesta da parte dell'industria aeronautica nazionale di una classe di velivoli che avesse le stesse caratteristiche, che designò R-Typ da Riesenflugzeug (in lingua tedesca aereo gigante), da destinare ai reparti della Luftstreitkräfte.
Per rispondere alla richiesta la Siemens-Schuckertwerke interpellò l'ingegnere finlandese Villehad Forssman che iniziò a sviluppare un velivolo quadrimotore riproponendo lo schema costruttivo dell'equivalente progetto sviluppato da Igor' Ivanovič Sikorskij, il Siemens-Schuckert Forssman R. La costruzione del velivolo si protrasse dalla fine di quello stesso anno alla primavera dal 1915 e portato in volo nel maggio successivo non riuscendo però a soddisfare le aspettative dell'azienda. Il modello era stato equipaggiato con motori in grado di sviluppare 110 PS ciascuno e, oltre ad non avere una superficie alare adeguata, risultava anche sottopotenziato.
Nel dicembre 1914 però i fratelli Franz e Bruno Steffen, già assunti precedentemente dalla Siemens-Schuckertwerke, avevano cominciato a progettare un velivolo adatto allo stesso scopo ma che si basava su un disegno completamente diverso da quello russo. Il suo disegno era decisamente anticonvenzionale, caratterizzato da soluzioni tecnologiche innovative ed azzardate che gli conferivano un aspetto che lo avrebbe distinto da tutti i progetti dei bombardieri del periodo.
Il modello era equipaggiato da tre motori collocati all'interno della sezione anteriore della fusoliera e collegati, tramite un sistema di frizioni, alberi di trasmissione ed un riduttore di velocità, a due eliche traenti bipala di grande diametro posizionate tra i montanti interalari. La fusoliera poi si sviluppava in altezza incorporando la cabina di pilotaggio chiusa da una grande vetrata e le postazioni difensive aperte e terminava posteriormente in due travi di coda a sezione triangolare, divergenti tra loro e con il vertice rivolto verso coda, che avevano il compito di sostenere l'impennaggio consentendo l'installazione di una postazione di difesa posteriore dove il mitragliere disponeva di un ampio campo di fuoco.
Il velivolo, al quale l'Idflieg aveva inizialmente assegnato la designazione G.I, venne portato in volo per la prima volta nel maggio 1915 ma con prestazioni, anche senza il carico bellico previsto in 500 kg di bombe da caduta, piuttosto basse. In seguito, quando l'Idflieg istituì ufficialmente la R-Typ Klass, la designazione passò da G.I ad R.I.

## Tecnica
Lo Siemens-Schuckert R.I, pur conservando l'impostazione generale dei velivoli dell'epoca, a velatura biplana e carrello fisso, era un modello dalle caratteristiche ed aspetto anticonvenzionali che caratterizzeranno tutta la produzione dei successivi modelli della stessa classe prodotti dall'azienda.
La fusoliera, realizzata con struttura in tubi d'acciaio e ricoperta nella parte anteriore e centrale da pannelli in duralluminio ed altrove in tela verniciata, era caratterizzata dalla presenza di una cabina di pilotaggio chiusa sopraelevata, fornita anteriormente di una vetrata liscia di grandi dimensioni, dalla quale si affacciavano le postazioni difensive aperte. Anteriormente era presente lo scompartimento che racchiudeva i motori, sul quale erano applicati sul lato frontale e sui laterali tre radiatori, uno per ogni impianto di raffreddamento a liquido. Posteriormente si divideva in due travi di coda a sezione triangolare, divergenti tra loro e con il vertice rivolto verso coda, che avevano il compito di sostenere l'impennaggio consentendo l'installazione di una postazione di difesa posteriore dove il mitragliere disponeva di un ampio campo di fuoco. L'impennaggio era costituito da un unico elemento orizzontale a pianta triangolare collegato inferiormente al timone completamente mobile ed incernierato ai vertici delle travi di coda ed integrato da altri piccoli elementi orizzontali e verticali integrati in una struttura supplementare.
La configurazione alare era biplano-sesquiplana, con ala superiore dall'apertura superiore all'inferiore, collegate tra loro da una tripla coppia di montanti per lato, integrati da una coppia di montanti obliqui per lato che collegavano le estremità alari superiori ed inferiori e da tiranti in cavetto in acciaio.
Il carrello d'atterraggio era fisso, molto semplice, montato su due strutture tubolari distinte al di sotto dell'ala inferiore, all'altezza dei montanti più interni che fungevano anche da supporto alle eliche, dotato di ruote binate di grande diametro, integrato posteriormente da un elemento costituito da una coppia di ruotini d'appoggio posti sullo stesso asse del montante centrale di rinforzo delle due travi di coda.
La propulsione era affidata a tre motori Benz Bz.IV, dei 6 cilindri in linea raffreddati a liquido capaci di erogare una potenza nominale pari a 200 PS (147 kW) ciascuno, racchiusi in un'apposita sezione all'apice anteriore della fusoliera. Collegati tra loro tramite un sistema di frizioni ad una scatola di riduzione di velocità, da questa si ripartivano gli alberi di trasmissione che andavano ad azionare le due eliche bipala in legno a passo fisso poste al centro dei montanti alari più interni.
L'armamento difensivo era costituito da tre postazioni fisse aperte dotate di una singola mitragliatrice Parabellum MG 14 calibro 7,92 mm montata su supporto brandeggiabile, mentre quello offensivo previsto era di un carico pari a 500 kg in bombe da caduta.

## Impiego operativo
L'R.I non venne utilizzato in missioni operative di bombardamento su obbiettivi nemici ma operò comunque sul fronte orientale come aereo da addestramento per la formazione degli equipaggi destinati ai successivi modelli realizzati dall'azienda.

## Utilizzatori
Germania
- Luftstreitkräfte